# Karla Mráčková
Karla Mráčková (* 13. srpna 1973) je bývalá česká moderátorka, v současné době pracuje jako úředník pro styk s veřejností (zastupující tisková mluvčí) na Ministerstvu zemědělství ČR.

## Soukromý život
Karla Mráčková se narodila v Praze v roce 1973. Její matka byla účetní, otec pracoval jako provozní v restauraci. Je jediným dítětem svých rodičů.
Vdávala se v osmnácti letech, po tříleté známosti, 30. srpna 1991 na zámku v Roztocích u Prahy. Provdala se za Josefa Mráčka, v majitele a ředitele společnosti Pneumracek.
S manželem má syny Nikolu Mráčka (* 1992), a Maximiliana (* 2001), který je studentem magisterského programu Krajinné a pozemkové úpravy Fakulty životního prostředí na České zemědělské univerzitě. Dne 22. listopadu 2009 se jí narodila v nemocnici Na Bulovce císařským řezem dcera Carla (vážila 3,25 kilo a měřila 51 centimetrů).
Manželé spolu bydlí v propojených bytech činžovního domu, zařízených ve stylu Off White, tedy design v dominantní bílé, v blízkosti centra Prahy a nedalekých parků Letenské sady a Stromovka.
Ve svém volném čase Karla Mráčková se věnuje především gymnastice, na kterou je zvyklá od dětství. Nyní cvičí častěji, pod sportovním dozorem trenérky její dcery. Zabývá se také tenisem, jógou a joggingem. Chodí běhat, ráda bruslí, jezdí na rotopedu a vzhledem k tomu, v jakém oboru (auta) pracuje její manžel, udělala si závodnickou licenci na okruhy Civilně jezdí automobilem značky Mercedes Benz třídy GLB.

## Vzdělání
Vystudovala Obchodní akademii v Praze 1, Dušní 7, maturovala v roce 1991.
V letech 1997–2004 absolvovala Technickou fakultu na České zemědělské univerzitě v Praze, obor Obchod a podnikání s technikou, kde získala titul Ing.
Následovně na Univerzitě Jana Amose Komenského v Praze, od 2008 do 2010, studovala obor Sociální a masová komunikace, kde obhájila magisterský titul s prací nazvanou: Celoživotní vzdělávání ve sjednocené Evropě. Na stejné škole pak pokračovala, od roku 2012 až 2014 v oboru Andragogika.

## Kariéra
Do světa médií se Karla Mráčková dostala v roce 1994, když začala pracovat na TV Nova, kde setrvala v různých pracovních pozicích 23 let. Nejprve uváděla pořad České lotynky a od října 1995 se stala moderátorkou počasí a poslední roky se na obrazovce objevovala i jako reportérka zpravodajství v Televizních novinách.
Jejím zaměstnavatelem byla také Stratosféra, kde pracovala od srpna 1999 do ledna 2004 jako manager obchodního oddělení a v její pracovní náplní byla péče o stávající klienty, příprava nabídek inzerce, akvizice nových klientů a monitoring konkurence.
Od března 2005 do října 2006 koordinovala proces fúze mezi jednání týmů obou bank (Živnostenská banka a HVB Bank).
Na podzim 2006 nastoupila do firmy Optimum Distribution CZ & SK s.r.o., kdy v pozici Brand manager GUERLAIN měla až do září 2008 na starosti rozvoj značky.
Tutéž práci, tedy rozvoj značky a tisková prohlášení, vykonávala v pozici PR & Event Manager následně pro nadnárodní společnost Parfums Christian Dior CZ&SK v období 2008 až do roku 2013.
Nový pracovní impuls našla na internetovém portálu iDnes. Pod Mediální skupinou MAFRA (říjen 2017 – leden 2020), jako moderátorka a redaktorka. Zde stěžejně uváděla pořad Rozstřel, (zabývajícími se rozhovory s významnými hosty) a také vyjížděla do terénu za nejrůznějšími reportážemi.
Při jedné z reportáží na své alma mater, na České zemědělské univerzitě v Praze, dostala nabídku pro ni také pracovat a to postupně na různých pozicích. Nastoupila v únoru 2020 do pozice tiskové mluvčí, ve které setrvala do února 2025. Její pracovní zařazení bylo rozšířeno a od března 2021 do října 2022 o pověřené vedení Odboru vnějších vztahů. V období mezi únorem 2022 až únorem 2025 získala funkci ředitelky Odboru komunikace a PR.
V současné době, od února 2025, pracuje v zařazení: úředník pro styk s veřejností na Ministerstvu zemědělství ČR. Momentálně se věnuje i natáčení videí na sociální sítě rezortu.
Mimo svého zaměstnání se zabývá marketingem, komunikacemi a moderuje nejrůznější společenské akce (převážně sportovní).